# Anopheles novaguinensis
Anopheles novaguinensis este o specie de țânțari din genul Anopheles, descrisă de Venhius în anul 1933. Conform Catalogue of Life specia Anopheles novaguinensis nu are subspecii cunoscute.